# Episodi di Doc (seconda stagione)
La seconda stagione della serie televisiva Doc è stata trasmessa in prima visione negli Stati Uniti d'America da PAX Television dal 2001 al 2002. In Italia è stata trasmessa su Rete 4.
| nº | Titolo originale              | Titolo italiano          | Prima TV USA | Prima TV Italia |
| -- | ----------------------------- | ------------------------ | ------------ | --------------- |
| 1  | Blind Alley                   | Con gli occhi del cuore  | 2001         |                 |
| 2  | I've Got a Secret             | Un segreto dentro        |              |                 |
| 3  | Second Opinion                | Il tatuaggio             |              |                 |
| 4  | Home Is Where the Heart Is    | La forza dell'amore      |              |                 |
| 5  | Easy Money                    | Solo per soldi           |              |                 |
| 6  | Garbage In, Garbage Out       | L'uomo della spazzatura  |              |                 |
| 7  | First Impressions             | La diva e il cowboy      |              |                 |
| 8  | No Time Like the Present      | Vivere nel presente      |              |                 |
| 9  | Some Gave All (1)             | Eroi americani (1)       |              |                 |
| 10 | Some Gave All (2)             | Eroi americani (2)       |              |                 |
| 11 | Gypsies, Janitors and Thieves | Il re dei gitani         |              |                 |
| 12 | Tis the Season                | Notte magica             |              |                 |
| 13 | All in the Family             | La fiera delle adozioni  |              |                 |
| 14 | Busy Man                      | Voce d'angelo            |              |                 |
| 15 | My Boyfriend's Back           | Pene d'amor perduto      |              |                 |
| 16 | Fearless                      | Gli intrepidi            |              |                 |
| 17 | Queen of Denial               | La regina di Wall Street |              |                 |
| 18 | Citizen Crane                 | La sindrome del sapiente |              |                 |
| 19 | Love of the Game              | Giocare col cuore        |              |                 |
| 20 | Karate Kid                    | Il trapianto             |              |                 |
| 21 | The Commercial                | Tramonto all'alba        |              |                 |
| 22 | My Secret Identity            | Fuga dalla realtà        |              |                 |
| 23 | Time Flies                    | Il tempo vola            |              |                 |
| 24 | Complicated                   | Il mentore               | 2002         |                 |